# 胡拱
胡拱（1465年—？），字惟辰，南京府軍左衛人，官籍，明朝政治人物。

## 生平
成化十九年（1483年）癸卯科應天府鄉試第七十七名舉人。弘治三年（1490年）中式庚戌科會試第五十一名，二甲第三十六名進士。累官貴州左參議。正德五年（1510年）陞河南布政使司右參政。

## 家族
曾祖胡灝，指揮僉事；祖父胡寬，都指揮僉事；父胡英，母陳氏。具慶下。